# Olympische Sommerspiele 2020/Volleyball (Halle)
Bei den Olympischen Spielen 2020 in Tokio wurden vom 24. Juli bis zum 8. August 2021 zwei Wettbewerbe im Volleyball ausgetragen. Das Turnier der Männer gewann Frankreich im Finale gegen ROC. Die Bronzemedaille ging an Argentinien mit einem Sieg gegen Brasilien. Bei den Frauen wurden die Vereinigten Staaten durch einen Finalsieg über Brasilien zum ersten Mal Olympiasieger. Im Spiel um Bronze gewann Serbien gegen Südkorea. Am Turnier nahmen bei den Frauen und Männern jeweils zwölf Mannschaften teil. Wettkampfstätte für die Volleyballspiele war die neuerbaute Ariake Arena.

## Medaillengewinner
| Disziplin | Gold | Silber | Bronze |
| --------- | --- | --- | --- |
| Männer    | FrankreichStéphen Boyer Antoine Brizard Daryl Bultor Barthélémy Chinenyeze Trévor Clévenot Jenia Grebennikov Nicolas Le Goff Yacine Louati Earvin N’Gapeth Jean Patry Kévin Tillie Benjamin Toniutti                     | ROCDenis Bogdan Walentin Golubew Iwan Jakowlew Jegor Kljuka Igor Kobsar Iljas Kurkajew Maxim Michailow Pawel Pankow Jaroslaw Podlesnych Wiktor Poletajew Dmitri Wolkow Artjom Wolwitsch                                  | ArgentinienFacundo Conte Santiago Danani Luciano De Cecco Agustín Loser Bruno Lima Nicolás Méndez Ezequiel Palacios Federico Pereyra Cristian Poglajen Martín Ramos Matías Sánchez Sebastián Solé |
| Frauen    | Vereinigte StaatenFoluke Akinradewo Michelle Bartsch-Hackley Andrea Drews Micha Hancock Kimberly Hill Jordan Larson Chiaka Ogbogu Jordyn Poulter Kelsey Robinson Jordan Thompson Haleigh Washington Justine Wong-Orantes | BrasilienCamila Brait Tandara Caixeta Macris Carneiro Ana Beatriz Corrêa Ana Carolina da Silva Ana Cristina de Souza Fernanda Garay Carol Gattaz Gabriela Guimarães Rosamaria Montibeller Natália Pereira Roberta Ratzke | SerbienBianka Buša Mina Popović Slađana Mirković Brankica Mihajlović Maja Ognjenović Ana Bjelica Maja Aleksić Milena Rašić Silvija Popović Tijana Bošković Bojana Milenković Jelena Blagojević    |

## Zeitplan
| Zeitplan Volleyball | Zeitplan Volleyball | Zeitplan Volleyball | Zeitplan Volleyball | Zeitplan Volleyball | Zeitplan Volleyball | Zeitplan Volleyball | Zeitplan Volleyball | Zeitplan Volleyball | Zeitplan Volleyball | Zeitplan Volleyball | Zeitplan Volleyball | Zeitplan Volleyball | Zeitplan Volleyball | Zeitplan Volleyball | Zeitplan Volleyball | Zeitplan Volleyball |
| Wettbewerbe         | Juli 2021           | Juli 2021           | Juli 2021           | Juli 2021           | Juli 2021           | Juli 2021           | Juli 2021           | August 2021         | August 2021         | August 2021         | August 2021         | August 2021         | August 2021         | August 2021         | August 2021         | August 2021         |
| Wettbewerbe         | 24.                 | 25.                 | 26.                 | 27.                 | 28.                 | 29.                 | 30.                 | 31.                 | 1.                  | 2.                  | 3.                  | 4.                  | 5.                  | 6.                  | 7.                  | 8.                  |
| ------------------- | ------------------- | ------------------- | ------------------- | ------------------- | ------------------- | ------------------- | ------------------- | ------------------- | ------------------- | ------------------- | ------------------- | ------------------- | ------------------- | ------------------- | ------------------- | ------------------- |
| Männer              |                     |                     |                     |                     |                     |                     |                     |                     |                     |                     | VF                  |                     | HF                  |                     |                     |                     |
| Frauen              |                     |                     |                     |                     |                     |                     |                     |                     |                     |                     |                     | VF                  |                     | HF                  |                     |                     |
| Entscheidungen      | 0                   | 0                   | 0                   | 0                   | 0                   | 0                   | 0                   | 0                   | 0                   | 0                   | 0                   | 0                   | 0                   | 0                   | 1                   | 1                   |

|  | Vorrunde, Viertelfinale, Halbfinale |  | Medaillenentscheidung |

## Modus
Jeweils zwölf Mannschaften nahmen bei den Frauen und Männern am Turnier teil. Sie spielten zunächst in zwei Vorrundengruppen mit jeweils sechs Mannschaften. Für einen 3:0- oder einen 3:1-Sieg gab es drei Punkte, für einen 3:2-Sieg zwei Punkte, für eine 2:3-Niederlage einen Punkt und für eine 1:3- oder 0:3-Niederlage keinen Punkt. Die vier besten Mannschaften aus jeder Gruppe qualifizierten sich für das Viertelfinale. Dabei trafen die Gruppensieger auf die Gruppenvierten, während die Paarungen der Gruppenzweiten und Drittplatzierten ausgelost wurden. Vom Viertelfinale an ging es im einfachen K.-o.-System weiter bis zum Finale.
Die Gruppeneinteilung wurde Ende Januar veröffentlicht. Sie erfolgte im Serpentinensystem, wobei Japan als Gastgeber an den ersten Platz der Gruppe A gesetzt wurde, während bei den anderen qualifizierten Mannschaften die Position in der Weltrangliste entscheidend war.

## Spielplan Männer

### Vorrunde
| Gruppe A |           |       |        |       |       |
| Platz    | Team      | Siege | Punkte | Sätze | BPQ   |
| 1.       | Polen     | 4     | 13     | 14:4  | 1,191 |
| 2.       | Italien   | 4     | 11     | 12:7  | 1,087 |
| 3.       | Japan     | 3     | 8      | 10:9  | 1,009 |
| 4.       | Kanada    | 2     | 7      | 9:9   | 1,023 |
| 5.       | Iran      | 2     | 6      | 9:11  | 0,984 |
| 6.       | Venezuela | 0     | 0      | 1:15  | 0,715 |

| 24. Juli  | Italien | Kanada    | 3:2 |
|           | Japan   | Venezuela | 3:0 |
|           | Polen   | Iran      | 2:3 |
| 26. Juli  | Iran    | Venezuela | 3:0 |
|           | Polen   | Italien   | 3:0 |
|           | Japan   | Kanada    | 3:1 |
| 28. Juli  | Kanada  | Iran      | 3:0 |
|           | Polen   | Venezuela | 3:1 |
|           | Japan   | Italien   | 1:3 |
| 30. Juli  | Kanada  | Venezuela | 3:0 |
|           | Japan   | Polen     | 0:3 |
|           | Italien | Iran      | 3:1 |
| 1. August | Polen   | Kanada    | 3:0 |
|           | Italien | Venezuela | 3:0 |
|           | Japan   | Iran      | 3:2 |

| Gruppe B |                    |       |        |       |       |
| Platz    | Team               | Siege | Punkte | Sätze | BPQ   |
| 1.       | ROC                | 4     | 12     | 13:5  | 1,075 |
| 2.       | Brasilien          | 4     | 10     | 12:8  | 1,057 |
| 3.       | Argentinien        | 3     | 8      | 12:10 | 1,025 |
| 4.       | Frankreich         | 2     | 8      | 10:10 | 1,015 |
| 5.       | Vereinigte Staaten | 2     | 6      | 8:10  | 1,048 |
| 6.       | Tunesien           | 0     | 1      | 3:15  | 0,781 |

| 24. Juli  | Brasilien   | Tunesien    | 3:0 |
|           | ROC         | Argentinien | 3:1 |
|           | USA         | Frankreich  | 3:0 |
| 26. Juli  | USA         | ROC         | 1:3 |
|           | Frankreich  | Tunesien    | 3:0 |
|           | Brasilien   | Argentinien | 3:2 |
| 28. Juli  | USA         | Tunesien    | 3:1 |
|           | Argentinien | Frankreich  | 3:2 |
|           | Brasilien   | ROC         | 0:3 |
| 30. Juli  | Brasilien   | USA         | 3:1 |
|           | Argentinien | Tunesien    | 3:2 |
|           | ROC         | Frankreich  | 1:3 |
| 1. August | Brasilien   | Frankreich  | 3:2 |
|           | ROC         | Tunesien    | 3:0 |
|           | USA         | Argentinien | 0:3 |

### Finalrunde
|  | Viertelfinale | Viertelfinale |            |           | Halbfinale       | Halbfinale |  |  | Finale    | Finale |
|  |               |               |            |           |                  |            |  |  |           |        |
|  | 3. August     |               |            |           |                  |            |  |  |           |        |
|  | Polen         | 2             |            |           |                  |            |  |  |           |        |
|  | Polen         | 2             | 5. August  |           |                  |            |  |  |           |        |
|  | Frankreich    | 3             |            |           |                  |            |  |  |           |        |
|  | Frankreich    | 3             | Frankreich | 3         |                  |            |  |  |           |        |
|  |               |               | Frankreich | 3         |                  |            |  |  |           |        |
|  |               | Argentinien   | 0          |           |                  |            |  |  |           |        |
|  | Italien       | Argentinien   | 0          | 2         |                  |            |  |  |           |        |
|  | Italien       |               |            | 2         |                  |            |  |  |           |        |
|  | Argentinien   | 3             |            | 7. August | 7. August        |            |  |  |           |        |
|  |               |               | Frankreich | 3         |                  |            |  |  |           |        |
|  |               |               |            | ROC       | 2                |            |  |  |           |        |
|  | Japan         | 0             |            |           |                  |            |  |  |           |        |
|  | Brasilien     | 3             |            |           |                  |            |  |  |           |        |
|  | Brasilien     | 3             | Brasilien  | 1         |                  |            |  |  |           |        |
|  |               |               | Brasilien  | 1         | Spiel um Platz 3 |            |  |  |           |        |
|  |               | ROC           | 3          |           |                  |            |  |  |           |        |
|  | Kanada        | ROC           | 3          | 0         | Argentinien      | 3          |  |  |           |        |
|  | Kanada        |               |            | 0         | Argentinien      | 3          |  |  |           |        |
|  | ROC           | 3             |            | Brasilien | 2                |            |  |  |           |        |
|  | ROC           | 3             |            |           | 2                |            |  |  |           |        |
|  |               |               |            |           |                  |            |  |  | 7. August |        |

## Spielplan Frauen

### Vorrunde
| Gruppe A |                         |       |        |       |       |
| Platz    | Team                    | Siege | Punkte | Sätze | BPQ   |
| 1.       | Brasilien               | 5     | 14     | 15:3  | 1,377 |
| 2.       | Serbien                 | 4     | 12     | 13:3  | 1,217 |
| 3.       | Südkorea                | 3     | 7      | 9:10  | 0,901 |
| 4.       | Dominikanische Republik | 2     | 8      | 10:10 | 1,012 |
| 5.       | Japan                   | 1     | 4      | 6:12  | 0,956 |
| 6.       | Kenia                   | 0     | 0      | 0:15  | 0,643 |

| 25. Juli  | Serbien             | Dominikanische Rep. | 3:0 |
|           | Japan               | Kenia               | 3:0 |
|           | Brasilien           | Südkorea            | 3:0 |
| 27. Juli  | Japan               | Serbien             | 0:3 |
|           | Brasilien           | Dominikanische Rep. | 3:2 |
|           | Südkorea            | Kenia               | 3:0 |
| 29. Juli  | Südkorea            | Dominikanische Rep. | 3:2 |
|           | Serbien             | Kenia               | 3:0 |
|           | Japan               | Brasilien           | 0:3 |
| 31. Juli  | Dominikanische Rep. | Kenia               | 3:0 |
|           | Serbien             | Brasilien           | 1:3 |
|           | Japan               | Südkorea            | 2:3 |
| 2. August | Serbien             | Südkorea            | 3:0 |
|           | Japan               | Dominikanische Rep. | 1:3 |
|           | Brasilien           | Kenia               | 3:0 |

| Gruppe B |                    |       |        |       |       |
| Platz    | Team               | Siege | Punkte | Sätze | BPQ   |
| 1.       | Vereinigte Staaten | 4     | 10     | 12:7  | 1,042 |
| 2.       | Italien            | 3     | 10     | 11:7  | 1,084 |
| 3.       | Türkei             | 3     | 9      | 12:8  | 1,043 |
| 4.       | ROC                | 3     | 9      | 11:8  | 1,116 |
| 5.       | China              | 2     | 7      | 8:9   | 0,971 |
| 6.       | Argentinien        | 0     | 0      | 0:15  | 0,733 |

| 25. Juli  | ROC         | Italien     | 0:3 |
|           | USA         | Argentinien | 3:0 |
|           | China       | Türkei      | 0:3 |
| 27. Juli  | ROC         | Argentinien | 3:0 |
|           | China       | USA         | 0:3 |
|           | Italien     | Türkei      | 3:1 |
| 29. Juli  | Italien     | Argentinien | 3:0 |
|           | China       | ROC         | 2:3 |
|           | USA         | Türkei      | 3:2 |
| 31. Juli  | USA         | ROC         | 0:3 |
|           | Argentinien | Türkei      | 0:3 |
|           | China       | Italien     | 3:0 |
| 2. August | USA         | Italien     | 3:2 |
|           | ROC         | Türkei      | 2:3 |
|           | China       | Argentinien | 3:0 |

### Finalrunde
|  | Viertelfinale       | Viertelfinale      |           |                    | Halbfinale       | Halbfinale |  |  | Finale    | Finale |
|  |                     |                    |           |                    |                  |            |  |  |           |        |
|  | 4. August           |                    |           |                    |                  |            |  |  |           |        |
|  | Brasilien           | 3                  |           |                    |                  |            |  |  |           |        |
|  | Brasilien           | 3                  | 6. August |                    |                  |            |  |  |           |        |
|  | ROC                 | 1                  |           |                    |                  |            |  |  |           |        |
|  | ROC                 | 1                  | Brasilien | 3                  |                  |            |  |  |           |        |
|  |                     |                    | Brasilien | 3                  |                  |            |  |  |           |        |
|  |                     | Südkorea           | 0         |                    |                  |            |  |  |           |        |
|  | Südkorea            | Südkorea           | 0         | 3                  |                  |            |  |  |           |        |
|  | Südkorea            |                    |           | 3                  |                  |            |  |  |           |        |
|  | Türkei              | 2                  |           | 8. August          | 8. August        |            |  |  |           |        |
|  |                     |                    | Brasilien | 0                  |                  |            |  |  |           |        |
|  |                     |                    |           | Vereinigte Staaten | 3                |            |  |  |           |        |
|  | Serbien             | 3                  |           |                    |                  |            |  |  |           |        |
|  | Italien             | 0                  |           |                    |                  |            |  |  |           |        |
|  | Italien             | 0                  | Serbien   | 0                  |                  |            |  |  |           |        |
|  |                     |                    | Serbien   | 0                  | Spiel um Platz 3 |            |  |  |           |        |
|  |                     | Vereinigte Staaten | 3         |                    |                  |            |  |  |           |        |
|  | Dominikanische Rep. | Vereinigte Staaten | 3         | 0                  | Südkorea         | 0          |  |  |           |        |
|  | Dominikanische Rep. |                    |           | 0                  | Südkorea         | 0          |  |  |           |        |
|  | Vereinigte Staaten  | 3                  |           | Serbien            | 3                |            |  |  |           |        |
|  | Vereinigte Staaten  | 3                  |           |                    | 3                |            |  |  |           |        |
|  |                     |                    |           |                    |                  |            |  |  | 8. August |        |

## Qualifikation
Japan war als Gastgeber gesetzt. Bei Männern und Frauen qualifizierten sich jeweils elf weitere Mannschaften für das olympische Turnier. Im August 2019 fanden zunächst jeweils sechs internationale Qualifikationsturniere statt, deren Sieger sich einen Startplatz sicherten. Die restlichen fünf Plätze wurden im Januar 2020 bei kontinentalen Qualifikationsturnieren vergeben.
Die deutschen Nationalmannschaften verloren jeweils das Finale ihres europäischen Qualifikationsturniers und sind damit nicht in Tokio dabei. Die Männer unterlagen in Berlin gegen Frankreich und die Frauen in Apeldoorn gegen die Türkei.
| Qualifikation der Männer     | Qualifikation der Männer | Qualifikation der Männer | Qualifikation der Männer | Qualifikation der Männer |
| Qualifikation                | Datum                    | Gastgeber                | Qualifizierte Teams      |                          |
| ---------------------------- | ------------------------ | ------------------------ | ------------------------ | ------------------------ |
| Gastgeber                    |                          |                          | Japan                    |                          |
| Internationale Qualifikation | 9. – 11. August 2019     | Warna                    | Brasilien                |                          |
| Internationale Qualifikation | 9. – 11. August 2019     | Rotterdam                | Vereinigte Staaten       |                          |
| Internationale Qualifikation | 9. – 11. August 2019     | Bari                     | Italien                  |                          |
| Internationale Qualifikation | 9. – 11. August 2019     | Danzig                   | Polen                    |                          |
| Internationale Qualifikation | 9. – 11. August 2019     | Sankt Petersburg         | Russland                 |                          |
| Internationale Qualifikation | 9. – 11. August 2019     | Ningbo                   | Argentinien              |                          |
| Afrikanisches Turnier        | 7. – 11. Januar 2020     | Kairo                    | Tunesien                 |                          |
| Asiatisches Turnier          | 7. – 12. Januar 2020     | Jiangmen                 | Iran                     |                          |
| Europäisches Turnier         | 5. – 10. Januar 2020     | Berlin                   | Frankreich               |                          |
| NORCECA-Turnier              | 10. – 12. Januar 2020    | Vancouver                | Kanada                   |                          |
| Südamerikanisches Turnier    | 10. – 12. Januar 2020    | Santiago de Chile        | Venezuela                |                          |

| Qualifikation der Frauen     | Qualifikation der Frauen | Qualifikation der Frauen | Qualifikation der Frauen | Qualifikation der Frauen |
| Qualifikation                | Datum                    | Gastgeber                | Qualifizierte Teams      |                          |
| ---------------------------- | ------------------------ | ------------------------ | ------------------------ | ------------------------ |
| Gastgeber                    |                          |                          | Japan                    |                          |
| Internationale Qualifikation | 2. – 4. August 2019      | Breslau                  | Serbien                  |                          |
| Internationale Qualifikation | 2. – 4. August 2019      | Ningbo                   | Volksrepublik China      |                          |
| Internationale Qualifikation | 2. – 4. August 2019      | Shreveport-Bossier City  | Vereinigte Staaten       |                          |
| Internationale Qualifikation | 2. – 4. August 2019      | Uberlândia               | Brasilien                |                          |
| Internationale Qualifikation | 2. – 4. August 2019      | Kaliningrad              | Russland                 |                          |
| Internationale Qualifikation | 2. – 4. August 2019      | Catania                  | Italien                  |                          |
| Afrikanisches Turnier        | 4. – 9. Januar 2020      | Yaoundé                  | Kenia                    |                          |
| Asiatisches Turnier          | 7. – 12. Januar 2020     | Nakhon Ratchasima        | Südkorea                 |                          |
| Europäisches Turnier         | 7. – 12. Januar 2020     | Apeldoorn                | Türkei                   |                          |
| NORCECA-Turnier              | 10. – 12. Januar 2020    | Santo Domingo            | Dominikanische Republik  |                          |
| Südamerikanisches Turnier    | 7. – 9. Januar 2020      | Bogotá                   | Argentinien              |                          |